# Wafaa el-Saddik
Wafaa el-Saddik (em árabe: وفاء الصديق), nascida em 1950 no Delta do Nilo, é uma egiptóloga egípcia. Arqueóloga de formação, foi diretora-geral do Museu Egípcio do Cairo de 2004 a 2010. Após a revolução egípcia de 2011, ela denunciou a corrupção dentro da administração egípcia.

## Infância e família
Wafaa el-Saddik nasceu em 1950, no delta do Nilo.
Ela vem de uma rica família de intelectuais: seu ancestral é um polímata do século XIII, Sheikh Hassan I. Seu bisavô lecionou na Universidade al-Azhar e seu avô foi diretor do porto de Alexandria.
Ela tem uma irmã, Safaa el-Saddik, que serviu como Secretária de Estado no Ministério da Água do Egito.
Ela fugiu do Cairo com sua família durante a crise do Canal de Suez.

## Estudos
Marcado pela Guerra dos Seis Dias e pela Guerra do Yom Kippur, Wafaa el-Saddik começou a estudar jornalismo no Cairo durante seis semanas.
Na sequência de uma visita a Luxor e Aswan organizada pela Faculdade de Arqueologia, decidiu prosseguir os estudos de arqueóloga. Ela então estudou Egiptologia na Universidade do Cairo e, posteriormente, obteve um doutorado na Universidade de Viena.
Enquanto viajava para Colônia para uma exposição, ela conheceu um rico farmacêutico egípcio, Azmy, que se tornou seu marido em 1989. Eles se estabeleceram nesta cidade por quinze anos e tiveram dois filhos.

## Carreira
Em 1976, Wafaa el-Saddik tornou-se a primeira mulher egípcia a dirigir escavações, não querendo se contentar em ser inspetora de escavações realizadas por arqueólogos estrangeiros.
Aos 27 anos, foi embaixadora da exposição Os Tesouros de Tutancâmon em Nova Orleans.
Ela visitou vários museus e sítios arqueológicos com vários chefes de estado, como Margaret Thatcher, Jimmy Carter e Anouar el-Sadat, ou Helmut Schmidt.

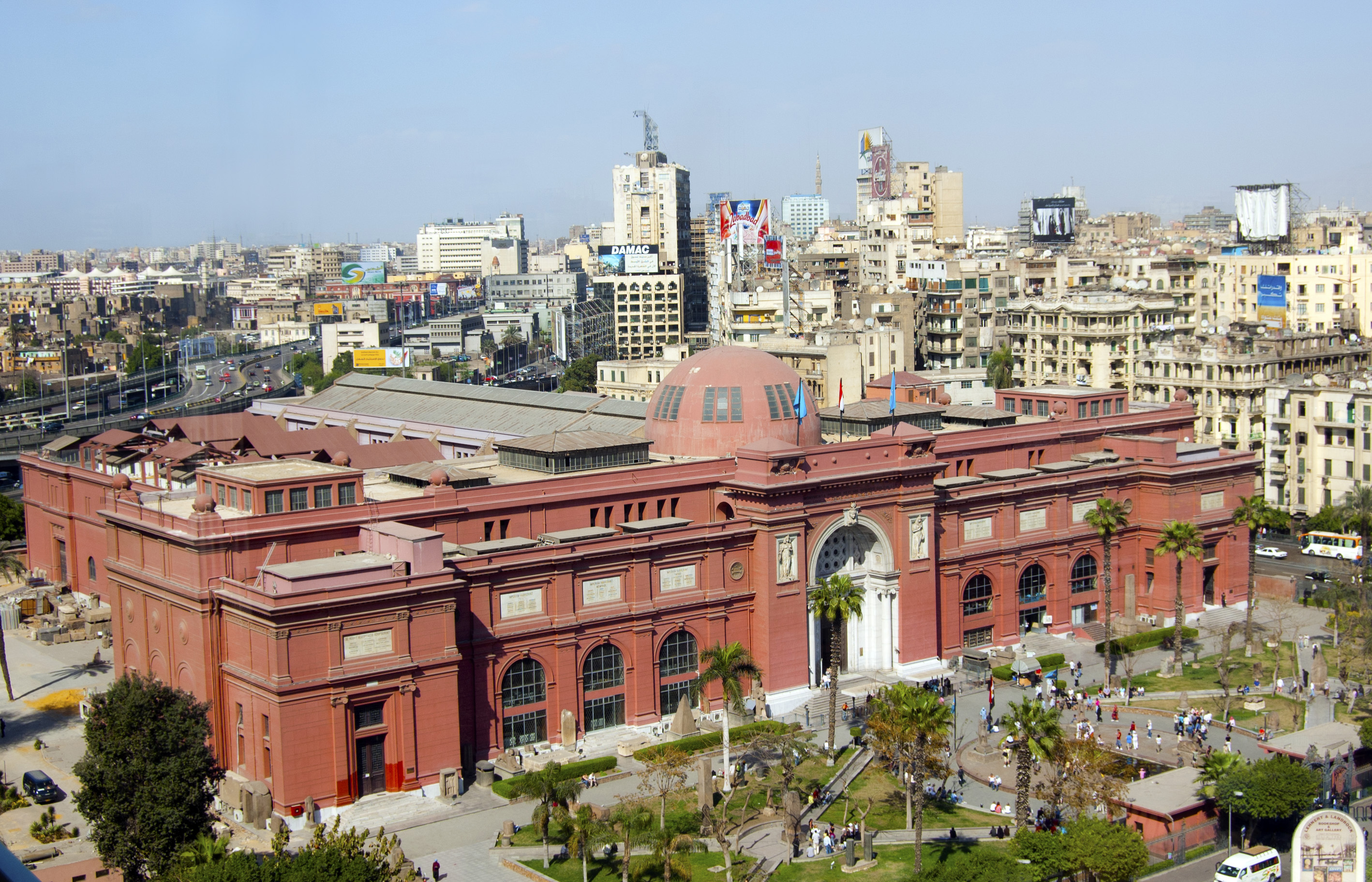
O Museu Egípcio no Cairo em 2008

De 2004 até o final de 2010, Wafaa el-Saddik foi nomeada gerente geral do Museu Egípcio no Cairo e foi a primeira mulher a ocupar esta posição. Wafaa el-Saddik iniciou um inventário dos muitos objetos armazenados nas reservas do museu. Ela se interessa por mediação cultural e pedagogia e busca atrair tanto turistas estrangeiros quanto egípcios.
Wafaa el-Saddik foi a curadora da exposição Tutankhamen, the Golden Beyond, na qual é apresentado o tesouro de Tutankhamon, tendo viajado ao redor do mundo e usado para financiar o projeto do Grande Museu Egípcio do presidente Mubarak.
Em outubro de 2010, ela foi responsável pela seleção de vários artefatos egípcios para uma exposição em Roma, durante a visita do presidente egípcio Hosni Mubarak à Itália. No entanto, esta seleção não é considerada suficientemente impressionante. Zahi Hawass a sucedeu, mas após ser acusado de conflito de interesses, ele renunciou e Wafaa el-Saddik retomou seu lugar. A preparação da exposição foi pontuada por vários problemas (obras emprestadas sem seguro, ausência de catálogo da exposição, colaboradores sem visto). Ela, no entanto, conseguiu organizar a exposição e fazer uma breve visita com Hosni Mubarak e o chefe do governo italiano Silvio Berlusconi.
Wafaa el-Saddik deixou o cargo em dezembro de 2010, pouco antes da revolução egípcia de 2011, tendo atingido a idade da aposentadoria.

## Documentos de posição
Quando o presidente egípcio Anouar el-Sadat ordenou que a parte superior da Pirâmide de Quéfren fosse limpa para que ficasse da mesma cor que a parte inferior, Wafaa el-Sadik se opôs, explicando que as pedras não eram as mesmas e vinham de dois pedreiras distintas. O projeto foi rapidamente abandonado.
Wafaa el-Saddik se opôs a construção do Grande Museu Egípcio. Procurada pelo presidente Mubarak, desejava ao invés um projeto para renovar o antigo prédio do Museu Egípcio no Cairo e ampliá-lo, no lugar da antiga sede do Partido Nacional Democrático.
Em janeiro de 2011, ela testemunhou a revolução egípcia de 2011 (que ela antecipou após a revolução tunisiana um ano antes). Isso a levou a escrever um livro, intitulado Protecting Pharaoh’s Treasures: my life in Egyptology, no qual ela relembra sua vida e a história de seu país, em particular a corrupção a que foi submetida enfrentou em sua carreira como diretora de museu. Ela menciona em particular o saque do Museu Egípcio no Cairo, durante as manifestações de janeiro de 2011: segundo ela, policiais e guardas do museu cometeram esses furtos, com o objetivo de desacreditar os manifestantes.